# Lista de tipos de câncer
A seguir, uma lista dos tipos de câncer. O câncer é um grupo de doenças que envolvem aumentos anormais no número de células, com potencial para invadir ou se espalhar para outras partes do corpo. Nem todos os tumores ou nódulos são cancerosos; os tumores benignos não são classificados como câncer porque não se espalham para outras partes do corpo. Existem mais de 100 tipos diferentes de cânceres conhecidos que afetam os seres humanos.
Os cânceres são geralmente descritos pela parte do corpo em que se originaram. No entanto, algumas partes do corpo contêm vários tipos de tecido, portanto, para maior precisão, os cânceres são classificados adicionalmente pelo tipo de célula da qual as células tumorais se originaram. Esses tipos incluem:
- Carcinoma: cânceres derivados de células epiteliais. Esse grupo inclui muitos dos cânceres mais comuns que ocorrem em adultos mais velhos. Quase todos os cânceres que se desenvolvem na mama, na próstata, no pulmão, no pâncreas e no cólon são carcinomas.
- Sarcoma: Cânceres que surgem do tecido conjuntivo (ou seja, osso, cartilagem, gordura, nervo), cada um dos quais se desenvolve a partir de células originárias de células mesenquimais fora da medula óssea.
- Linfoma e leucemia: Essas duas classes de câncer surgem de células imaturas que se originam na medula óssea e devem se diferenciar totalmente e amadurecer em componentes normais do sistema imunológico e do sangue, respectivamente. A leucemia linfoblástica aguda é o tipo mais comum de câncer em crianças, representando cerca de 30% dos casos.[2] Entretanto, muito mais adultos do que crianças desenvolvem linfoma e leucemia.
- Tumor de células germinativas: Cânceres derivados de células pluripotentes, que se apresentam com mais frequência no testículo ou no ovário (seminoma e disgerminoma, respectivamente).
- Blastoma: cânceres derivados de células "precursoras" imaturas ou de tecido embrionário. Os blastomas são geralmente mais comuns em crianças (por exemplo, neuroblastoma, retinoblastoma, nefroblastoma, hepatoblastoma, meduloblastoma, etc.) do que em adultos mais velhos.

Os cânceres geralmente são nomeados usando -carcinoma, -sarcoma ou -blastoma como sufixo, com a palavra latina ou grega para o órgão ou tecido de origem como raiz. Por exemplo, o câncer mais comum do parênquima hepático ("hepato-" = fígado), decorrente de células epiteliais malignas ("carcinoma"), seria chamado de hepatocarcinoma, enquanto uma malignidade decorrente de células precursoras primitivas do fígado é chamada de hepatoblastoma. Da mesma forma, um câncer decorrente de células de gordura malignas seria chamado de lipossarcoma.
Para alguns cânceres comuns, é usado o nome do órgão em inglês. Por exemplo, o tipo mais comum de câncer de mama é chamado de carcinoma ductal.
Os tumores benignos (que não são cânceres) geralmente são nomeados usando -oma como sufixo com o nome do órgão como raiz. Por exemplo, um tumor benigno de células musculares lisas é chamado de leiomioma (o nome comum desse tumor benigno de ocorrência frequente no útero é mioma do útero). De forma confusa, alguns tipos de câncer usam o sufixo -noma, como, por exemplo, melanoma e seminoma.
Alguns tipos de câncer são nomeados de acordo com o tamanho e a forma das células sob um microscópio, como carcinoma de células gigantes, carcinoma de células fusiformes e carcinoma de células pequenas.

## Sarcoma ósseo e muscular
- Condrossarcoma
- Leiomiossarcoma
- Mixosarcoma
- Osteossarcoma
- Rabdomiossarcoma
- Sarcoma de Ewing
- Sarcoma pleomórfico indiferenciado do osso

## Cérebro e sistema nervoso
- Adenoma de hipófise
- Astrocitoma
- Astrocitoma cerebelar
- Astrocitoma cerebral
- Ependimoma
- Glioblastoma multiforme
- Glioma
- Glioma de tronco encefálico
- Meduloblastoma
- Neuroblastoma
- Oligodedroglioma
- Pinealoma
- Tumor neuroectodérmico primitivo

## Mama
- Câncer de mama
- Câncer de mama inflamatório
- Câncer de mama masculino
- Carcinoma cribriforme invasivo
- Carcinoma lobular invasivo
- Carcinoma medular da mama
- Carcinoma papilífero de mama
- Carcinoma secretor mamário
- Carcinoma tubular
- Tumor filoide

## Sistema endócrino
- Câncer de adrenal
- Câncer do pâncreas
- Carcinoma de paratireoide
- Feocromocitoma
- Neoplasia endócrina múltipla
- Tumor de Merkel
- Tumor da tiroide
- Tumor neuroendócrino pancreático

## Olho
- Glioma do nervo óptico
- Melanoma ocular
- Retinoblastoma

## Gastrointestinal
- Câncer anal
- Câncer colorretal
- Câncer de apêndice
- Câncer colorretal
- Câncer do estômago
- Câncer do intestino delgado
- Câncer do pâncreas, ilhotas de Langerhans
- Câncer de vesícula biliar
- Colangiocarcinoma
- Hepatocarcinoma
- Tumor carcinoide
- Tumor estromal gastrointestinal

## Geniturinário e ginecológico
- Câncer de bexiga
- Câncer cervical
- Câncer endometrial
- Câncer ovariano
- Câncer de pênis
- Câncer de próstata
- Câncer do rim
- Câncer de uretra
- Câncer testicular
- Câncer vaginal
- Câncer vulvar
- Carcinoma de células renais
- Carcinoma urotelial
- Doença trofoblástica gestacional
- Nefroblastoma
- Sarcoma uterino
- Tumor de células germinativas extragonadal
- Tumor em células germinativas do ovário

## Cabeça e pescoço
- Câncer de boca
- Câncer de cabeça e pescoço
- Câncer esofágico
- Cancro da orofaringe
- Câncer de hipofaringe
- Câncer dos seios paranasais e da cavidade nasal
- Carcinoma de nasofaringe
- Neoplasia de glândula salivar

## Hematopoiético
- Granulomatose linfomatoide
- Leucemia aguda bifenotípica
- Leucemia eosinofílica aguda
- Leucemia linfoblástica aguda
- Leucemia linfocítica crónica
- Leucemia linfocítica granular T
- Leucemia de mastócitos
- Leucemia mieloide aguda
- Leucemia mieloide crônica
- Leucemia pró-linfocítica B
- Leucemia pró-linfocítica T
- Linfoma anaplásico de grandes células
- Linfoma de Burkitt
- Linfoma cutâneo de células T
- Linfoma cutâneo primário do centro folicular
- Linfoma de células B da zona marginal
- Linfoma de células T angioimunoblástico
- Linfoma de células do manto
- Linfoma difuso de grandes células B
- Linfoma esplénico da zona marginal
- Linfoma folicular
- Linfoma hepatoesplênico de células T
- Linfoma de Hodgkin
- Linfoma não Hodgkin
- Linfoma MALT
- Linfoma plasmablástico
- Linfoma primário de efusão
- Linfoma primário de grandes células B do mediastino
- Linfoma primário do sistema nervoso central
- Linfomas intravasculares
- Linfoma relacionado à AIDS
- Macroglobulinemia de Waldenström
- Micose fungoide
- Mieloma múltiplo
- Neoplasia de células blásticas dendríticas plasmocitoides
- Síndrome mielodisplásica
- Síndrome de Sézary
- Tricoleucemia

## Pele
- Carcinoma basocelular
- Carcinoma de células escamosas
- Carcinoma de células escamosas da pele
- Tumores anexiais da pele (como carcinoma sebáceo)
- Ceratoacantoma
- Sarcomas de origem cutânea primária (como dermatofibrosarcoma protuberans)
- Linfomas de origem cutânea primária (como micose fungoide)
- Melanoma
- Tumor de Merkel

## Torácica e respiratória
- Adenoma/Tumor carcinoide
- Adenocarcinoma de pulmão
- Blastoma pleuropulmonar
- Câncer de laringe
- Carcinoma de células pequenas
- Carcinoma de pulmão de células não pequenas
- Carcinoma de pulmão de células escamosas
- Carcinoma tímico
- Mesotelioma

## Relacionadas ao HIV/AIDS
- Sarcoma de Kaposi

## Não classificados (até o momento)
- Tumor desmoplásico de células redondas pequenas
- Lipossarcoma
- Hemangioendotelioma epitelioide